# Динамо (мини-футбольный клуб, Московская область)
«Динамо» — российский мини-футбольный клуб, представлявший Москву и Московскую Область. Основан Константином Ерёменко 8 мая 2002 года. Является самой титулованной командой в России. Расформирован 17 июня 2020 г.

## Названия
| 2002—2008 | Динамо (Москва)             |
| 2008—2010 | Динамо-Ямал (Москва)        |
| 2010—2012 | Динамо (Москва)             |
| 2012—2020 | Динамо (Московская область) |

## История

### Россия
В первом сезоне динамовцам удалось выйти в плей-офф, где одолев московскую «Дину» и екатеринбургский «ВИЗ-Синару», они вышли в финал. После победы «Динамо» в первом финальном матче и проигрыша во втором (5:3 и 5:6 соответственно) всё должен был решить матч в Норильске. В невероятном поединке москвичи вырвали победу (8:7) и завоевали для клуба первый чемпионский титул.
Победа в Норильске положила начало чемпионской серии «Динамо», прерванной лишь в 2009 году «ВИЗ-Синарой», в результате которой клуб стал шестикратным чемпионом России. Также москвичи восемь раз выходили в финал кубка России и шесть раз одерживали в нём победу.
В 2011 году после двух лет без чемпионств «Динамо» вновь выиграло титул. «Динамовцы» достигли этого успеха под руководством известного испанского тренера Тино Переса. Этот результат был повторён ещё дважды.
Сезон 2013/14 после победы в регулярном чемпионате команда закончила на этапе четвертьфинала. После смены тренера (вместо Тино Переса главным тренером стал Давид Марин Ортега), команда в сезоне 2014/15 стала финалистом, уступив «Газпрому-Югре».
Следующие два сезона были победными, но вследствие финансовых проблем после чемпионата 2016/17 клуб с чемпионата снялся и перешёл в Высшую лигу.
Летом 2020 года клуб заявил, что из-за долгов вынужден прекратить существование.

### Еврокубки
Став чемпионом России в 2003 году, «Динамо» получило право представлять Россию в Кубке УЕФА по мини-футболу 2003/2004. Несмотря на то, что матч против голландского клуба «Вест Старз» был окончен со счётом 11:2 в пользу москвичей, за использование игрока, не имевшего права выходить на площадку, им было засчитано техническое поражение и в следующую стадию турнира прошли голландцы.
В следующем розыгрыше «Динамо» удалось дойти до финала, где российский клуб был близок к победе, но после того как основного времени двух матчей не хватило, чтобы определить сильнейшего между ним и бельгийским «Аксьоном 21» в овертайме удача улыбнулась бельгийцам. Через год «Динамо» вновь доходит до финала и вновь уступает — на этот раз испанскому «Бумеранг Интервью».
После двух неудач, в сезоне 2006/2007 «Динамо» наконец удалось стать первым российским обладателем Кубка УЕФА по мини-футболу: взяв реванш за прошлогодний проигрыш, москвичи обыграли «Бумеранг Интервью» со счётом 2:1.
В двух следующих розыгрышах москвичи проигрывали в полуфинале: в сезоне 2007/2008 — испанскому Эль-Посо, а в сезоне 2008/2009 — своему главному сопернику на российской арене екатеринбургскому «ВИЗ-Синаре».

## Выступления в чемпионате России
| Сезон     | Лига             | Занятое Место                         |
| --------- | ---------------- | ------------------------------------- |
| 2002-2003 | Высшая Лига (I)  | 1 (5 место в регулярном чемпионате)   |
| 2003-2004 | Суперлига (I)    | 1                                     |
| 2004-2005 | Суперлига (I)    | 1                                     |
| 2005-2006 | Суперлига (I)    | 1                                     |
| 2006-2007 | Суперлига (I)    | 1                                     |
| 2007-2008 | Суперлига (I)    | 1                                     |
| 2008-2009 | Суперлига (I)    | 2                                     |
| 2009-2010 | Суперлига (I)    | 3                                     |
| 2010-2011 | Суперлига (I)    | 1 (1 место в регулярном чемпионате)   |
| 2011-2012 | Суперлига (I)    | 1 (2 место в регулярном чемпионате)   |
| 2012-2013 | Суперлига (I)    | 1 (1 место в регулярном чемпионате)   |
| 2013-2014 | Суперлига (I)    | 5-8 (1 место в регулярном чемпионате) |
| 2014-2015 | Суперлига (I)    | 2 (1 место в регулярном чемпионате)   |
| 2015-2016 | Суперлига (I)    | 1                                     |
| 2016-2017 | Суперлига (I)    | 1                                     |
| 2017-2018 | Высшая Лига (II) | 9 (конференция «Запад»)               |
| 2018-2019 | Высшая Лига (II) | 8 (конференция «Запад»)               |
| 2019-2020 | Высшая Лига (II) | 13 (конференция «Запад»)              |

## Достижения

### Национальные титулы
- Чемпион России (11): 2003, 2004, 2005, 2006, 2007, 2008, 2011, 2012, 2013, 2016, 2017
  - Серебряный призёр Чемпионата России (2): 2009, 2015
- Обладатель Кубка России (9): 2003, 2004, 2008, 2009, 2010, 2011, 2013, 2014, 2015
  - Финалист Кубка России (3): 2005, 2007, 2012
- Обладатель Суперкубка России (1): 2016
  - Финалист Суперкубка России (1): 2003

### Международные титулы
- Обладатель Кубка УЕФА (1): 2007
  - Финалист Кубка УЕФА (5): 2005, 2006, 2012, 2013, 2014
- Обладатель Межконтинентального Кубка (1): 2013
  - Финалист Суперкубка мира[4][5] (Межконтинентального Кубка) (1): 2014

## Главные тренеры
- 2002/03 — Олег Иванов
- 2002/03 — Андрей Ильин
- 2002/03, 2005/06, 2006/07 — Александр Шибаев
- 2003/04 — Мигель Родриго
- 2003/04, 2004/05 — Юрий Руднев / Александр Шибаев
- 2005/06 — Виктор Папаев
- 2006/07, 2007/08, 2008/09, 2009/10 — Юрий Руднев
- 2008/09 — Сержио Сапо
- 2010/11, 2011/12, 2012/13, 2013/14 — Тино Перес
- 2014/15 — Давид Марин Ортега
- 2015/16, 2016/17 — Темур Алекберов
- 2017/18, 2018/19, 2019/20 — Александр Рахимов

## Известные игроки
| - Марат Абянов - Винисиус - Пеле Жуниор - Дмитрий Ерёмин - Жоан - Сергей Иванов - Келсон - Ришат Котляров - Сергей Сергеев - Александр Рахимов - Фернандао - Сирило - Ромуло |  | - Алексей Кудлай - Станислав Ларионов - Константин Маевский - Сергей Малышев - Вячеслав Москаленко - Павел Степанов - Сергей Фадеев - Максим Филиппов - Иван Поддубный - Пула - Фернандиньо - Тату - Нандо |

## Президенты клуба
- Константин Ерёменко (2002—2010)
- Андрей Губернский (2010—2017)

## Спонсоры
С 2004 по 2009 годы главным спонсором команды был производитель спиртных напитков Союз-Виктан.
В 2010 году титульным спонсором команды стал банк ВТБ. 
В 2014 году титульным спонсором команды стал банк «Югра». Также известно, что клуб спонсировал акционер банка, бизнесмен Алексей Хотин.
В связи с отзывом у банка «Югра» лицензии летом 2017 года, клуб не смог получить финансовые гарантии на сезон 2017/18 и покинул Суперлигу.